# Aeroporto de Querche
O aeroporto de Querche (em russo:  Аэропорт Керчь, transl. Aeroport Kerch; em ucraniano:  Аеропорт Керч, transl. Aeroport Kerch) ou aeroporto de Voikovo (IATA: KHC, ICAO: URFK) é um aeroporto localizado 1,5 km a noroeste da cidade de Querche. O aeroporto está atualmente a passar por dificuldades económicas, e foi colocado à venda por ₴ 27 milhões (US$ 3,3 milhões) em 2011 pelas autoridades da cidade.

## História
O aeroporto de Querche, com uma área de 320 hectares (3,20 km²), está em operação desde 1944.
Em 2007, a Euroline iniciou voos do aeroporto de Querche para Atyrau, Cazaquistão e para Kiev (Zhulyany) Ucrânia. Os voos cessaram em 2008 devido à baixa demanda e falta de rentabilidade dos voos, o que causou dificuldades económicas no aeroporto. As condições do aeroporto foram se degradando, a pista precisava de reparos, as instalações do aeroporto estavam deploráveis e uma torre ATC que está em funcionamento também precisava de melhorias. Em março de 2011, as autoridades de Querche anunciaram a sua intenção de colocar novamente à venda o complexo de propriedade integral do aeroporto de Querche. O preço inicial foi fixado em ₴ 27 milhões (US$ 3,3 milhões).
Após a anexação da Crimeia à Rússia em 2014, a possível reconstrução do aeroporto foi repetidamente discutida devido à inacessibilidade de transporte da Crimeia para a Rússia e ao congestionamento do aeroporto de Simferopol. Nenhuma decisão específica sobre a reconstrução foi tomada até junho de 2016. No final de abril de 2018, o aeroporto retomou o trabalho para a aviação geral, helicópteros e pequenos jatos particulares são aceitos.

## Acidentes e incidentes
- Em 13 de novembro de 1971, um Antonov 24B da Aeroflot, procedente do Aeroporto Internacional de Simferopol, atingiu um cabo de alta tensão e caiu enquanto se aproximava do aeroporto. Seis dos onze ocupantes do avião morreram com o impacto. A aeronave foi totalmente perdida devido aos graves danos sem reparos possíveis.[9]